# Strömbäcks folkhögskola
Strömbäcks folkhögskola ligger i byn Strömbäck vid havet 18 km söder om Umeå och drivs med EFS Västerbotten, Luleå stift och Umeå kyrkliga samfällighet som huvudmän.
Förutom Allmän kurs finns på skolan också utbildningarna Danslinjen, Naturvetenskapligt basår, samt den 3-åriga Musikalakademien i samarbete med Royal Academy of Music i London.
En stor del av skolans lokaler ligger i vad som 1750 anlades som Ströms bruk, sedermera Strömbäcks glasbruk. Glastillverkningen upphörde på 1880-talet, varefter anläggningarna under många år användes för jordbruk och hästavel, innan området på 1950-talet köptes in av EFS, som öppnade folkhögskolan 1955.

## Utbildningar

### Allmän kurs
Allmän kurs är ett alternativ till komvux som ger möjlighet att läsa in vissa grundskoleämnen och/eller gymnasiekompetens. Utbildningen kan komplettera ett "samlat betygsdokument" från gymnasiet och därmed ge högskolebehörighet. Om man redan har ett avgångsbetyg från gymnasiet men ej tillräckliga poäng för önskad högskoleutbildning, så kan ett år på folkhögskolan ge möjlighet att söka till högskolan i ytterligare en kvotgrupp. Från och med höstterminen 2018 finns också möjlighet att läsa Naturvetenskapligt basår inom ramen för Allmän kurs.

### Musikalakademin
Musikalakademien är en eftergymnasial, yrkesutbildning som bedrivs i samarbete med musikalutbildningen vid Royal Academy of Music, London. Utbildningen innehåller följande ämnen: musikal, sång, dans, teater, tal, musikalhistoria m.m. Utbildningen var tidigare tvåårig men från och med år 2018 är Musikalakademien 3 år lång.

### Tidigare utbildningar
2018-2024 Undersköterska
Tvåårig utbildning med inriktning mot äldreomsorg som startade höstterminen 2018.
2017-2024 Polisförberedande utbildning
2017 startades en polisförberedande utbildning på skolan. Det är en ettårig utbildning som syftar till att förbereda deltagare på de krav som ställs vid ansökan till polishögskolan.

#### 2016–2019 Esport
Sveriges första heltidsutbildning i CS:GO. Ettårig utbildning som fokuserar på både spelet och personlig utveckling.

#### 1977–2019 Journalistlinjen
Tvåårig yrkesutbildning till journalist, med fokus på det praktiska hantverket. Lades ner på grund av minskat söktryck.

#### Teckenspråks- och dövblindtolk
Fyraårig eftergymnasial yrkesutbildning till teckenspråks- och dövblindtolk. Lades ner efter nationellt beslut av Myndigheten för yrkeshögskolan.

## Konferenser
Strömbäcks folkhögskola är även en kursgård med en konferensanläggning för företag, föreningar m.fl.

## Strömbäcks kyrka
Inom området ligger Strömbäcks kyrka, en ombyggd rundloge som invigdes som kyrka 1966.